# Cuevas de La Mujer y de Las Colmenas
Cuevas de La Mujer y de Las Colmenas este o arie protejată (arie specială de conservare — SAC, sit de importanță comunitară — SCI) din Spania întinsă pe o suprafață de 47,95 ha, integral pe uscat.

## Localizare
Centrul sitului Cuevas de La Mujer y de Las Colmenas este situat la coordonatele 36°38′10″N 6°10′30″W / 36.636°N 6.1751°V.

## Înființare
Situl Cuevas de La Mujer y de Las Colmenas a fost declarat sit de importanță comunitară în decembrie 2000 pentru a proteja 5 specii de animale. Situl a fost protejat și ca arie specială de conservare în ianuarie 2015.

## Biodiversitate
Situată în ecoregiunea mediteraneană, aria protejată conține 3 habitate naturale: Tufărișuri termo-mediteraneene și de pre-deșert, Dehesas cu Quercus spp. perene, Liziere de ierburi înalte hidrofile de câmpie și de nivel montan până la alpin.
La baza desemnării sitului se află mai multe specii protejate:
- mamifere (4): liliac cu aripi lungi (Miniopterus schreibersii), liliac cu urechi de șoarece (Myotis blythii), liliac comun (Myotis myotis), liliacul mare cu potcoavă (Rhinolophus ferrumequinum)
- nevertebrate (1): Apteromantis aptera

Pe lângă speciile protejate, pe teritoriul sitului au mai fost identificate 1 specie de reptile.